# Брије (Орн)
Брије (фр. Brieux) насеље је и општина у северној Француској у региону Доња Нормандија, у департману Орн која припада префектури Аржантан.
По подацима из 2011. године у општини је живело 87 становника, а густина насељености је износила 16,83 становника/km². Општина се простире на површини од 5,17 km². Налази се на средњој надморској висини од 133 метара (максималној 212 m, а минималној 110 m).

## Демографија
| 1962. | 1968. | 1975. | 1982. | 1990. | 1999. | 2011. |
| ----- | ----- | ----- | ----- | ----- | ----- | ----- |
| 138   | 136   | 111   | 76    | 74    | 93    | 87    |

График промене броја становника у току последњих година